# بانوج
بانوج، روستایی از توابع بخش مرکزی شهرستان داراب در استان فارس ایران است.

## جمعیت
این روستا در دهستان هشیوار قرار دارد و براساس سرشماری مرکز آمار ایران در سال ۱۳۹۵، جمعیت آن ۲٬۶۷۶ نفر (۷۹۴ خانوار) بوده‌است.
این روستا دارای نقاط گردشگری بکر و متنوعی است
از جمله آبگیری که به نام محلی «سلخ» می نامند.
و همچنین در کوهستان این روستا چشمه ای به نام «آب کرمکان» که به زبان محلی «او کرمکون» می‌نامند.
و در کوه های این روستا مکانهایی به نام 
چاه نر-قبرعمر-تل کله پاچه-پوزه ی کوتوره و...
همچنین این کوهها دارای گیاهان خوبی همچون زیره .گنجیده(صمغ گونه ها).الوک . آنغوزه .عسل عالی . آویشن .و...
تهیه شده تو ست :علی اصغر منفرد
%88%D8%AC<https://www.yjc.news/fa/news/5546247/%D8%AA%D8%B5%D8%A7%D9%88%DB%8C%D8%B1%DB%8C-%D8%B2%DB%8C%D8%A8%D8%A7-%D8%A7%D8%B2-%D8%B1%D9%88%D8%B3%D8%AA%D8%A7%DB%8C-%D8%A8%D8%A7%D9%86%D9%88%D8%AC></ref>== منابع بانوج ==تصاویر در سایت
- «نتایج سرشماری عمومی نفوس و مسکن ۱۳۸۵». درگاه ملی آمار ایران. بایگانی‌شده از اصلی در ۱ ژانویه ۲۰۱۳. دریافت‌شده در ۱ ژانویه ۲۰۱۳.